# Castrosua Magnus
El Magnus (oficialmente CS40 Magnus) fue un modelo de autobús suburbano fabricado por Castrosua. Fue presentado en la FIAA del año 2000.
En la FIAA de 2006, la carrocería sufrió un restyling, pasándose a llamar Magnus II, después de dicho restyling, la carrocería de este modelo pasó a ser algo más moderna y en 2007 el modelo Castrosua Magnus quedó descatalogado pasándose a llamar desde ese momento Magnus II.
En la FIAA de 2010, vuelve a sufrir un nuevo restyling denominándose desde ese momento Magnus Evolution (abreviado Magnus E), poco después del lanzamiento al mercado de este modelo, el Castrosua Magnus II quedó descatalogado y tiene lugar un nuevo restyling en la parte delantera del Evolutión.
El 13 de septiembre de 2018 se presentó el Magnus H, Es un vehículo híbrido desarrollado por Castrosua y con motor Scania híbrido. Se monta en cualquier longitud entre los 10.790 mm y los 14.810 mm.
Existen versiones tanto de piso alto con maleteros (Magnus S), piso alto normal, low entry o piso bajo integral. Su longitudes pueden ser: 9 metros, 10 metros, 12 metros, 12.75 metros, 15 metros y 18 metros. Se puede carrozar sobre cualquier chasis del mercado. Como anécdota, los primeros autobuses low entry propulsados a GNC que hay en España son de este modelo, ambos pertenecientes a la Empresa Martín de Madrid. (concretamente sobre chasis MAN de la versión de 2006- incorporados entre 2009 y 2010 y retirados ambos en septiembre de 2020-, y más adelante Scania de la versión de 2010). Como curiosidad, actualmente este modelo predomina en la Empresa Martín de Madrid.